# وزن
الوزن هو قوة جذب الأرض للجسم. وهي طريقة لتحديد كمية مادة ما، تختلف وحدات أو معيارية الأوزان من مادة ما إلى أخرى عند قياسها فبعضها مخصص للأوزان القليلة أو الخفيفة أو الثمينة ومنها ما هو للتحديد التقريبي للمادة.

## تمهيد
الأرض تجذب الأجسام بقوة تؤثر باتجاه رأسي إلى أسفل تسمى قوة الجاذبية الأرضية، واتفق العلماء على تسمية قوة جذب الأرض بوزن الجسم ويستخدم الميزان الزنبركي في قياس الأوزان.

## حساب الوزن رياضياً
الوزن هو حاصل ضرب الكتلة (m) مع عجلة الجاذبية الأرضية (g)، حيث حاصل ضربهما يساوي القوة (f) التي تُقاس بوحدة دولية تسمى (النيوتن)، والذي هو يساوي تقريباً قوة جذب الأرض لكتلة مقدارها 100 جرام تقريبا. أو 101.97162129779 بالضبط ويكون قيمة الكيلوجرام هي 9.81 نيوتن.
أي أن الوزن عبارة عن قوة.

## وحدة قياس الوزن
يقاس الوزن بوحدة دولية تسمى (نيوتن) نسبة إلى العالم الإنجليزي إسحاق نيوتن الذي وضع القانون العام للجاذبية، والنيوتن يساوي تقريبا قوة جذب الأرض لكتلة مقدارها 100 جرام.
وفيما يلي بعض المعايير:
- الرطل = 450 جرام
- أوقية = 37.5 جرام
- مثقال = 4.680 جرام (وزن 65 حبة شعير)
- الدرهم = 3.125 جرام (وزن 48 شعيرة)
- الحمصة = ربع مثقال
- الجوزة = 4 مثاقيل
- الدانق = 0.525 جرام (وزن 8 شعيرات)
- القيراط = 0.198 جرام (وزن 4 شعيرات)
- حبة شعير = 0.049 جرام
- ملعقة الطعام الكبـيرة وهي تعادل وزن مثقال ويعادل وزن 65 حبة شعير تقريبا
- ملعقة الطعام وسـط وهي تعادل نصف مثقال ويعادل وزن 33 حبة شعير تقريبا
- ملعقة الطعام صـغيرة وهي تعادل ربع مثقال ويعادل وزن 17 حبة شعير تقريبا

## أمثلة
الوزن=الكتلة*ثابت الجاذبية الأرض
فمثلا عند سطح الأرض يكون ثابت الجاذبية الأرضية تقريبا مساويا ل 10.
فإذا كانت كتلة الجسم (200) جرام فإن قوة جذب الأرض له تساوي 0.2*10 و تساوي 2 نيوتن.
أي أن وزنها = 2 نيوتن والجسم الذي كتلته (300) جرام فإن وزنه = 3 نيوتن.
وإذا كانت كتلة الجسم (1000) جرام أي (1) كجم فإن وزنه أو قوة جذب الأرض له يساوي 1*10 ويساوي 10 نيوتن.
أي أن وزن الكيلو جرام الواحد على سطح الأرض = 10 نيوتن.
وإذا قلنا أن جسما كتلته 2 كجم فإن وزنه = 2 × 10 = 20 نيوتن.
وإذا قلنا أن جسما كتلته 5 كجم فإن وزنه = 5 × 10 = 50 نيوتن.
وهكذا...